# Засада при Драммакаволле
Засада при Драммакаволле (англ. Drummuckavall Ambush) — нападение Южно-Арманской бригады Временной ИРА на наблюдательный пост британской армии, совершённое 22 ноября 1975 года к юго-востоку от Кроссмэглена (графство Арма Северной Ирландии). В результате засады погибли три британских солдата, четвёртый был тяжело ранен.

## Графство Арма в годы конфликта
В середине 1970-х годов, в разгар конфликта в Северной Ирландии, наблюдение за ирландско-британской границей в графстве Арма велось при помощи небольших постов наблюдения, целью которых являлось своевременное предотвращение атак боевиков ИРА со стороны Республики Ирландия. Эти позиции были уязвимы для обстрела, как доказал взрыв бомбы 1974 года в Драммакаволле, унёсший жизни двух морских пехотинцев. В 1986 году первые сторожевые башни наблюдения были установлены в рамках операций «Кондор» и «Мэджистрэйт», чтобы помочь британским войскам перехватить инициативу в регионе. Однако до этого в течение 10 лет мобильные посты наблюдения охранялись небольшими пехотными отрядами.

## Засада
В 2 часа ночи 21 ноября 1975 на пост у Кроссмаглена заступил караул из четырёх военнослужащих Королевского полка Фузилёров. Пост располагался на склоне Драммакаволла за кустами, с которого открывался вид на тропинку, шедшую к ирландской границе. Солдаты караула не знали, что местные жители уже хорошо изучили этот погранпост и оповестили о нём боевиков ИРА. В 16:20 на следующий день отряд бойцов ИРА численностью до 12 человек напал на пост: в результате стрельбы были убиты три солдата, а система связи выведена из строя. Позднее расследование показало, что боевики стреляли с двух позиций со стороны Республики Ирландия. Убитыми оказались 19-летние Джеймс Данкан и Питер Макдональд, а также 20-летний Майкл Сэмпсон. Макдональд был в это время на посту с ручным пулемётом, остальные солдаты отдыхали или спали. Выжил только Пол Джонсон, который успел залечь, но получил ранения в запястье, бок и спину после второй стрелковой очереди. Дважды боевики ИРА требовали от Джонсона сдаться, сопровождая свои угрозы стрельбой, выкриками и смехом. Джонсон сумел проползти 25 ярдов, добраться до дороги и встретить дружественные войска, которые доставили его на борт вертолёта. На месте стрельбы был обнаружен брошенный боевиками автомат AR-15, который был на вооружении Республиканских сил Южного Арма, устроивших стрельбу в Таллиуоллен-Орэндж-Холл, которая привела к гибели пяти гражданских.

## Последствия
Сразу же после нападения Мерлин Риз, госсекретарь Северной Ирландии, в своей речи окрестил графство «бандитской страной». В следующем году британское правительство официально одобрило переброску частей Особой воздушной службы (САС) в Северную Ирландию для того, чтобы покончить с ИРА. Способности этого подразделения к тайным операциям стали основным фактором принятия решения для переброски САС в Северную Ирландию, особенно после отчёта о недостатках системы постов наблюдения в графстве. В дополнение к этому, генерал-майор Дик Трэнт изменил тактику ведения боя, введя взводы близкого наблюдения (англ. close observation platoons) для сбора информации, шпионажа (с использованием камуфляжа) и подготовки засад (один из самых известных случаев его применения — операция «Сохранение» 1990 года).